# Jørgen Bojsen-Møller
Jørgen Bojsen-Møller, född den 17 april 1954 i Stege, är en dansk seglare.
Han tog OS-brons i Flying Dutchman i samband med de olympiska seglingstävlingarna 1992 i Barcelona.